# Jerônimo de Souza Lôbo
Jerônimo de Souza Lôbo (Vila Rica do Ouro Preto, XVIII eeuw – aldaar, 1810) was een Braziliaans componist, organist, violist en fluitist. Hij is de vader van de componist Antônio de Souza Queiroz. 

## Levensloop
Omdat er geen nadere informatie over zijn geboorte bekend is, werd vermoed, dat hij de zoon van de "Patriarca Musical de Vila Rica", Antônio de Souza Lôbo is. Hij was lid van en werkzaam voor de broederschap Irmandade de São José dos Homens Pardos en vanaf 1780 tot zijn dood 
organist aan de kerken van de broederschap Irmandade do Santíssimo Sacramento de Vila Rica, Matriz de Nossa Senhora do Pilar en van de Ordem Terceira de Nossa Senhora de Monte do Carmo de Vila Rica. 
Als componist schreef hij vooral kerkmuziek.

## Composities

### Missen en gewijde muziek
- Antífona para Corpus Christi
- Antífona Salve Sancte Pater para a Novena de São Francisco de Assis
- O Patriarcha Pauperum, para a Novena de São Francisco de Assis, hymne
- 3 Credos em Ré
- 3 Ladainhas em Dó
- 2 Ladainhas em Si bemol
- Matinas de Santissimo Antônio
- Novena de Nossa Senhora do Carmo
- Responsórios de São Francisco de Paula
- Setenário de Nossa Senhora das Dores

#### Officiën voor deGoede Week
- Ofício para 5ª Feira Santa
- Ofício para 6ª Feira Santa
- Ofício para Sábado Santo